# Laguna Larga (Guanajuato)
Laguna Larga es una localidad del estado mexicano de Guanajuato. Es parte del municipio de Irapuato.

## Demografía
| Gráfica de evolución demográfica |
|                                  |

| Censo | Población |
| ----- | --------- |
| 1900  | 302       |
| 1910  | 301       |
| 1921  | 244       |
| 1930  | 233       |
| 1940  | 200       |
| 1950  | 378       |
| 1960  | 652       |
| 1970  | 677       |
| 1980  | 904       |
| 1990  | 860       |
| 2000  | 996       |
| 2010  | 1 167     |
| 2020  | 1 069     |